# Bor (Russland)
Bor (russisch Бор) ist eine Stadt in Russland. Sie hat 78.058 Einwohner (Stand 14. Oktober 2010) und liegt in der Oblast Nischni Nowgorod, östlich von Nischni Nowgorod am gegenüberliegenden Wolga-Ufer.

## Geschichte
Der Ort wurde erstmals als Vorstadt Nischni Nowgorods im 13. Jahrhundert erwähnt. Ursprünglich hieß er Weslomskaja Slobodka und lag einen Kilometer südlich seines heutigen Standortes. Seit dem 14. Jahrhundert wurde das Dorf Bor genannt – ein altslawischer Name, der „Nadelwald“ bedeutet und an die waldreiche Umgebung des Ortes erinnert. Den Status einer Stadt hat Bor seit 1938. Heute ist Bor auch Zentrum eines Rajons der Oblast.

### Bevölkerungsentwicklung
| Jahr | Einwohner |
| ---- | --------- |
| 1939 | 25.120    |
| 1959 | 42.866    |
| 1970 | 55.412    |
| 1979 | 62.579    |
| 1989 | 64.512    |
| 2002 | 61.525    |
| 2010 | 78.058    |

Anmerkung: Volkszählungsdaten

## Wirtschaft und Verkehr

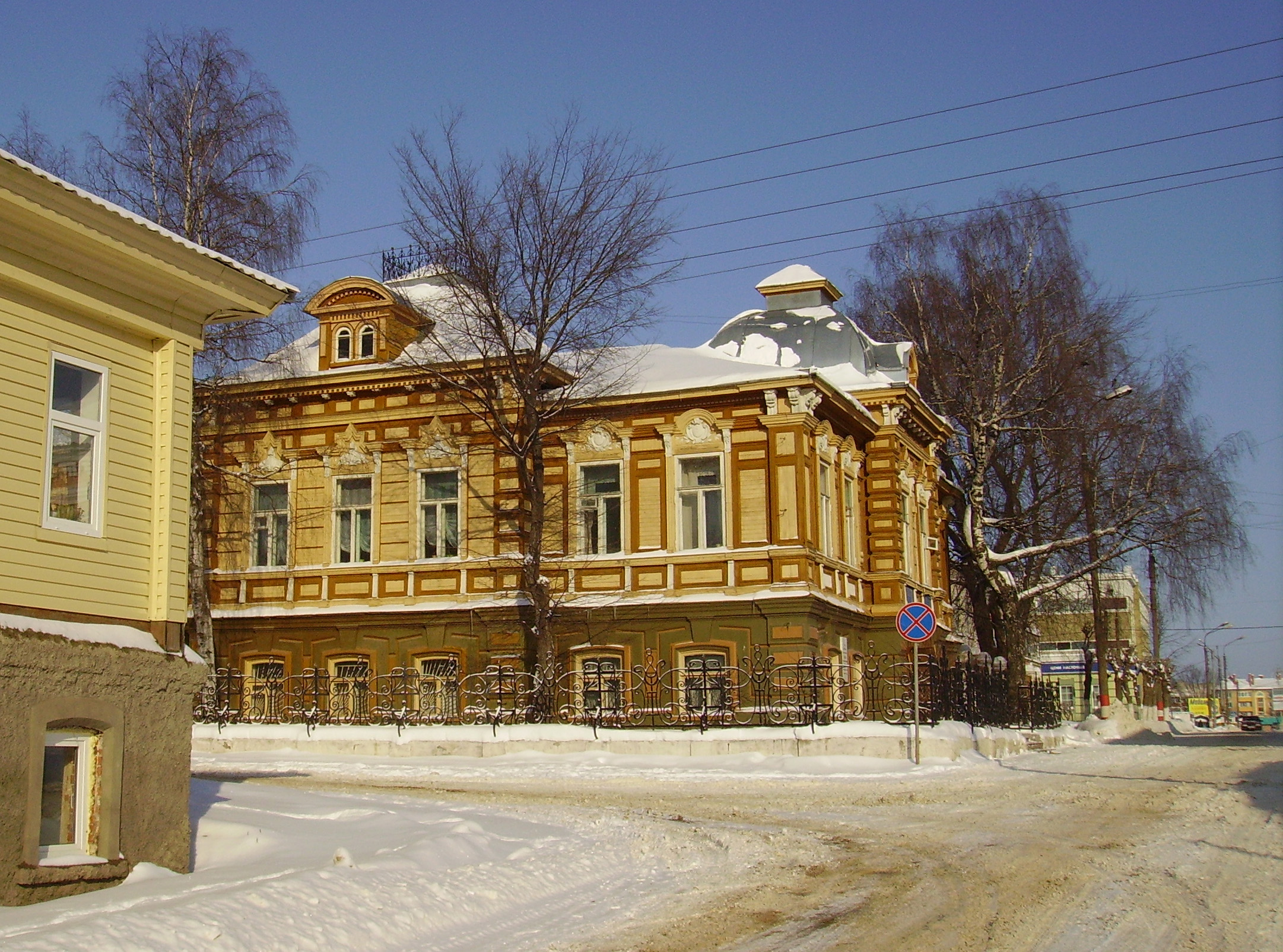
Das Heimatmuseum von Bor

Das wirtschaftliche Leben Bors ist eng mit dem benachbarten Nischni Nowgorod verbunden; viele Fabriken des Ortes gehören zu Nischni Nowgoroder Unternehmen. Zu den wichtigsten Borer Betrieben zählen eine Schiffswerft, ein Glaswerk, Holzverarbeitungs- und Sägewerke, Nahrungsmittel- und Textilfabriken.
Bor ist durch eine Automobilbrücke über die Wolga mit Nischni Nowgorod verbunden und hat auf diese Weise auch Anbindung an die russische Fernstraße M7. Außerdem hat die Stadt einen Bahnhof, der über eine Nebenstrecke an die Transsibirische Eisenbahn angeschlossen ist.
Seit 9. Februar 2012 ist Bor mit Nischni Nowgorod zudem über die 3661 m lange Wolga-Seilbahn Nischni Nowgorod verbunden, die die Wolga mit ihrem längsten Spannfeld von 900 m Länge zwischen zwei 82 m hohen Stützen überwindet.

## Söhne und Töchter der Stadt
- Eduard Rossel (* 1937), Politiker, Gouverneur der Oblast Swerdlowsk
- Wjatscheslaw Sudow (1942–2024), Pilot und Kosmonaut
- Juri Pachljajew (* 1974), kasachischer Hochspringer
- Eduard Samarin (* 1987), paralympischer Schwimmer[3]